# Scopolia japonica
Scopolia japonica, ljekovita ali i otrovna višegodišnja biljka iz roda bijelog buna, porodica krumpirovki, koja raste na Korejskom poluotoku i Japanu (Honshu, Shikoku, Kyushu).
Naraste do 60 cm visine. Hermafrodit, cvjetovi su nalik kao i kod ostalih vrsta bijelog buna, a cvate u svibnju.